# Begonia balmisiana
Begonia balmisiana là một loài thực vật có hoa trong họ Thu hải đường. Loài này được Balmis mô tả khoa học đầu tiên năm 1794.